# Schande (1968)
Schande (Originaltitel: Skammen) ist ein in Schwarzweiß gedrehtes schwedisches Filmdrama von Ingmar Bergman aus dem Jahr 1968 und der zweite Teil von Bergmans so genannter Fårö-Trilogie.

## Handlung
Das Musikerehepaar Eva und Jan Rosenberg lebt zurückgezogen auf einer Insel vor dem Festland. Als ein in dem Land tobender Krieg auf die Insel übergreift, versuchen sie zu fliehen. Sie fallen zuerst einem namenlosen „Feind“ in die Hände, der sie aber wieder freilässt, woraufhin sie bei den eigenen Autoritäten in Verdacht geraten, Kollaborateure zu sein. Oberst Jacobi, mit dem sie vorher in einer freundschaftlich-nachbarschaftlichen Verbindung gestanden hatten, erwirkt ihre Freilassung. Fortan nutzt er seine Macht aus und treibt Eva in eine Affäre mit ihm, für die er sie bezahlt. Eva, deren Beziehung zu Jan alles andere als harmonisch ist – sie verachtet ihn wegen seiner Weichheit – lässt dies mit sich geschehen. Jacobi macht vor Jan keinen Hehl aus seiner Liaison mit Eva.
Als Oberst Jacobi selbst der Korruption verdächtigt wird und seine Affäre mit Eva bekannt wird, ergreifen ihn seine eigenen Gefolgsleute. Sie bieten Jacobi an sich mit dem Geld freizukaufen, das er zuvor Eva gegeben hat. Aber Jan hatte das Geld zuvor gefunden und leugnet nun zu wissen, wo es ist. Er sieht dabei zu, wie sein Haus zertrümmert wird und richtet Jacobi mit einer Pistole hin. Danach eröffnet er Eva, dass er das Geld die ganze Zeit bei sich gehabt hat. Von nun an wird er gegen Eva gewalttätig und ermordet und beraubt einen jugendlichen desertierten Soldaten, der in ihrem Gewächshaus Zuflucht gesucht hat. Eva fühlt sich von ihrem Mann zunehmend abgestoßen, bleibt aber bei ihm.
Am Ende des Films fliehen die beiden zusammen mit anderen Bewohnern vor dem Krieg auf einem Boot. Mitten auf dem Meer gehen die Vorräte zu Ende, rings um das Boot treiben die Körper toter Soldaten.

## Hintergrund
Schande ist der zweite Teil der so genannten Fårö-Trilogie, begonnen mit Die Stunde des Wolfs (1968) und gefolgt von Passion (1969). Gedreht wurde der Film zwischen September und November 1967 auf der schwedischen Insel Fårö, auf der Bergman einige Jahre lang lebte.
Schande startete am 29. September 1968 in den schwedischen und am 21. Februar 1969 in den deutschen Kinos.
Dem Film liegt kein historisch verorteter Krieg zugrunde, die Kriegsparteien werden auch keiner Nation zugeordnet. Er beschränkt sich auf den Hinweis, dass der Konflikt zwischen dem Staat, dessen Angehörige die Rosenbergs sind, und einem anderen Staat oder einer anderen Fraktion innerhalb desselben Staates ausgetragen wird.
Im Film ist die Sarabande aus der Partita Nr. 3 a-Moll von Johann Sebastian Bach zu hören. Diese Komposition wird auch in Die Stunde des Wolfs und Passion angespielt, für Renaud ein Indiz, dass alle drei Filme als zusammengehörige Trilogie betrachtet werden können.

## Rezeption
Schande wurde bei Erscheinen das Fehlen einer klaren politischen Position vorgeworfen, in besonders scharfer Form durch die schwedische Schriftstellerin Sara Lidman, und die Reduzierung des Themas des Krieges auf einen Mikrokosmos.
Das Lexikon des Internationalen Films konzentriert sich in seiner Rezension auf den gezeigten privaten Konflikt: „Anhand einer allegorisch verdichteten Modellsituation attackiert Ingmar Bergman die brüchige Fassade bürgerlicher Konventionen und zugleich – durch surrealistische Bildvisionen – das Wirklichkeitsverständnis des Zuschauers.“
Der Evangelische Film-Beobachter zieht folgendes Fazit: „Ein Film über die Angst und ihre Folgen. Mit unerbittlicher Härte und ohne einen Ausweg offenzulassen demonstriert Ingmar Bergman die Hinfälligkeit menschlicher Würde in Situationen der Gefahr und Verlassenheit. Schon ab 16 Jahren möglich, für Erwachsene sehens- und höchst bedenkenswert!“

## Auszeichnungen
- 1968: National Board of Review Award für Liv Ullmann als Beste Hauptdarstellerin (für Die Stunde des Wolfs und Schande)
- 1969: Guldbagge für Liv Ullmann als Beste Hauptdarstellerin
- 1969: National Society of Film Critics Award als Bester Film
- 1969: National Society of Film Critics Award für Liv Ullmann als Beste Hauptdarstellerin
- 1970: National Board of Review Award als Bester fremdsprachiger Film